# Egged

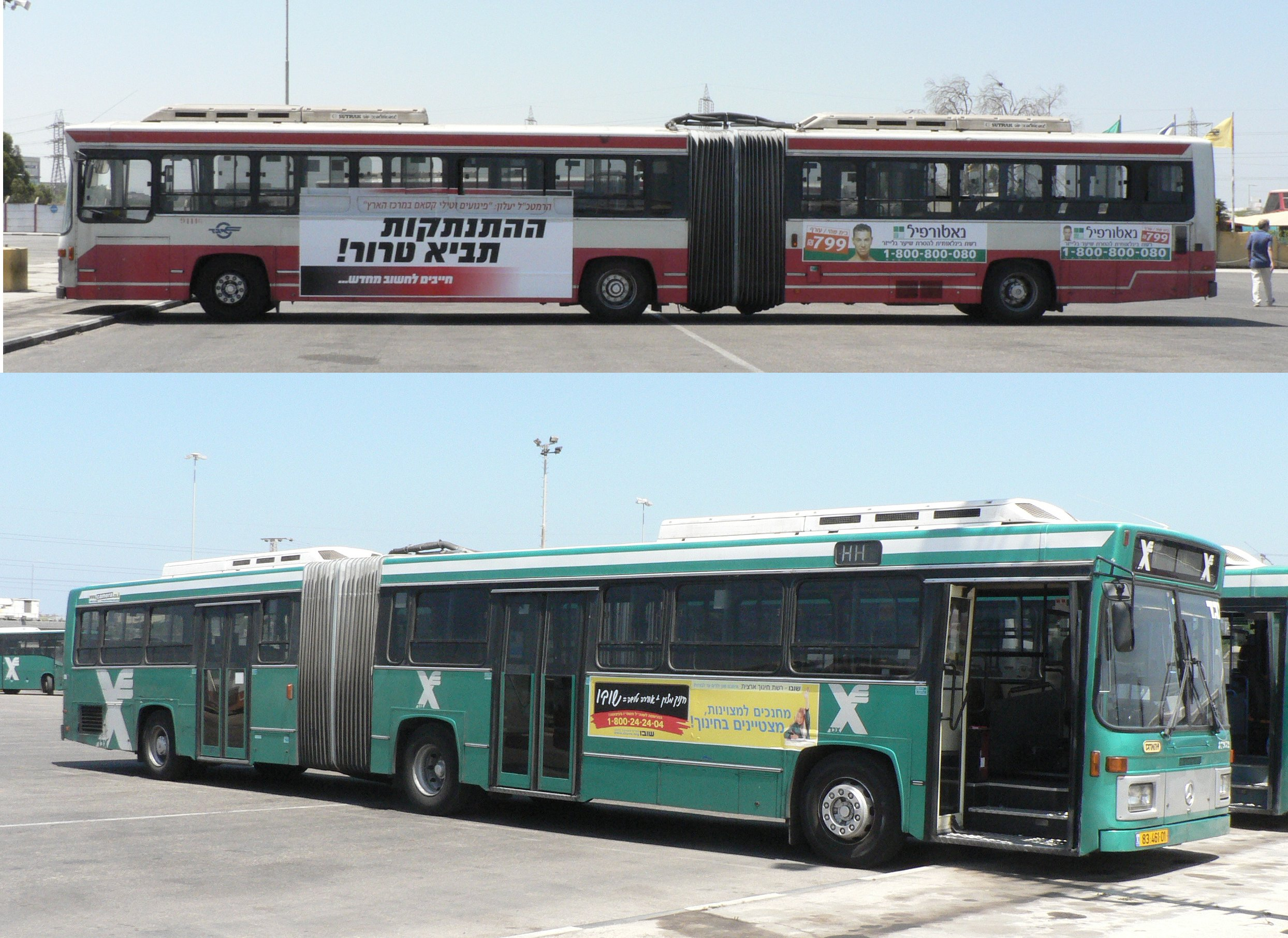
Dva starší modely kloubových autobusů v Izraeli. Tyto typy jsou často k spatření v Jeruzalémě a metropolitní oblasti Guš Dan

Egged Israel Transport Cooperative Society Ltd (hebrejsky: אגד) je největší izraelská autobusová společnost a druhá největší autobusová společnost na světě (po London Buses). Společnost, která je právní formou družstevní podnik, zaměstnává 6227 zaměstnanců a provozuje 3105 autobusů (včetně 114 neprůstřelných) na více než 1038 linkách a 3984 alternativních spojích po celém Izraeli. Společnost Egged každý den vypraví na 44 957 jednotlivých spojů a na silnicích o celkové délce 810,519 kilometrů přepraví zhruba milion pasažérů. Linky společnosti Egged obsluhují většinu osad, kibuců, mošavů a měst v Izraeli. Společnost rovněž provozuje místní autobusovou dopravu ve většině izraelských měst.
Společnost expandovala do Evropy zakoupením bulharské autobusové společnosti Trans-Triumph, která provozuje autobusové spoje ve Varně a Sofii, stejně jako letištní a zájezdní autobusové spoje. Tato investice byla natolik úspěšná, že Egged plánuje expandovat i do dalších zemí východní Evropy. EGGED BG JSC vytvořila společně s radnicí pátého největšího (k roku 2009) bulharského města Ruse joint venture s názvem EGGED ROUSSE JSC, která provozuje městskou dopravu v tomto bulharském městě. Egged zahájil provoz i v Polsku. Pod názvem Egged Mobilis provozuje metropolitní autobusové linky ve Varšavě, Krakově a Bydhošti a mimo to též bezplatnou autobusovou dopravu pro zákazníky obchodních center. Mezi nejznámější polské linky patří Express Piaseczno, který spojuje největší varšavské předměstí s vlastním centrem města. Jedná se o jedinou autobusovou linku, která používá autobusy značky Mercedes, dříve provozované v Izraeli, a ne polské autobusy Solaris, které využívají všechny ostatní spoje.

## Historie

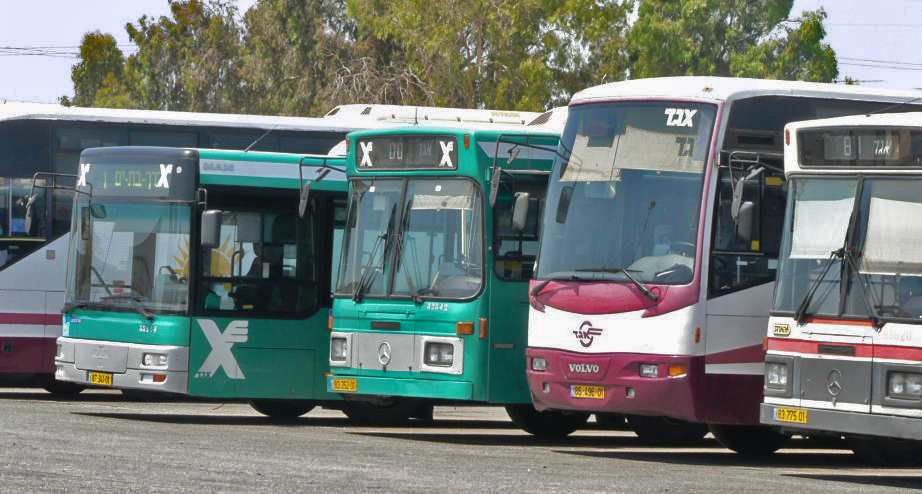
Některé typy autobusů společnosti Egged

Společnost Egged byla vytvořena v roce 1933 sloučením čtyř menších autobusových družstev. V roce 1951 došlo ke sloučení společnosti Šachar bus ze severního a Drom Jehuda z jižního Izraele a tím k vytvoření společnosti s celostátní sítí autobusových spojů. Po šestidenní válce v roce 1967 se Egged sloučil s jeruzalémskou společností Hamekašer. Název Egged (doslova „spojení, sdružení“) dal společnosti izraelský básník Chajim Nachman Bialik.
Navzdory pokusům o deregulaci provedeným Benjaminem Netanjahuem, je Egged stále největší izraelským autobusovým dopravcem, je subvencován vládou a provozuje většinu městských autobusových spojů po celé zemi. V reakci na Netanjahuovy pokusy o deregulaci došlo k autobusové stávce, která ochromila celou zemi. Pracovníci a ředitelé společnosti neváhali prohlásit, že jakékoliv další pokusy o podkopání monopolu společnosti povedou k podobným reakcím. V posledních letech však i tak na izraelský autobusový trh vstupuje stále více menších autobusových společností, jako například Dan, Kavim, Superbus, Connex a jiné.
Během válek v letech 1956, 1967 a 1973 pomáhali řidiči a autobusy společnosti posílit logistický systém Izraelských obranných sil a dopravit vojáky a zásoby na bojové fronty.
Vozový park společnosti zahrnuje širokou paletu autobusů značek Mercedes-Benz, Volvo a MAN, včetně neprůstřelných verzí, které jsou provozovány především na Západním břehu Jordánu. V minulosti společnost též využívala autobusy značek Leyland, Neoplan, Jonckheere, DAF, International, Fiat a další.